# 法蘭·巴克利
法蘭·巴克利（Major Frank Buckley，1882年10月3日—1964年12月21日）是英國男子足球員及主教練，阿士東維拉球員克里斯·巴克利（Chris Buckley）是他的弟弟。

## 早年生涯
巴克利生於曼徹斯特厄姆斯頓（Urmston），1902年，他在軍隊退役後加入足球會，在六年內先後加入阿士東維拉、白禮頓、曼聯、曼城，接著在伯明翰城才建立了地位，為伯明翰上陣56場，然後轉至打比郡。1914年，巴克利唯一一次代表英格蘭上陣，結果英格蘭在艾雅蘇美公園球場（Ayresome Park）以0-3慘敗予愛爾蘭。巴克利轉投巴拉福特，但在不久後，第一次世界大戰爆發，足球賽事全面停頓。

## 第一次世界大战
戰時，巴克利加入密德塞克斯第十七團（17th Middlesex Regiment，該團主要以足球員組成）作戰，在索姆河執行任務期間肺部及肩頭受傷，獲頒少校軍銜。

## 退役執教
巴克利在退役後被任命為諾域治的主教練。此前，「金絲雀」受到債務困擾，球會被債權人清盤。在召開股東特别大會後，球會獲得復活，巴克利在1919年2月被任命為秘書兼領隊，球會再次加入南部聯賽競逐，雖然巴克利在戰時已退役，在9月，巴克利還為諾域治上陣一場。
巴克利在諾域治沒有逗留多久，他在1920年7月離任。財政困難的諾域治導致人事上出現重大變動。

## 管理策略
巴克利想把自己裝成不拘謹的人，然而，他的本性並非如此。事實上，他是一個善於管理資源的人。他致力於發展球會的青訓系統，結合本地年青球員及具豐富經驗職業球員的優勢。另外，他注意轉會市場的一舉一動，以廉價收購球員，同時出售一些球員。他的球探網絡佈滿在英格蘭及威爾士，約翰·查爾斯就是巴克利的一位球探所發掘。另外，他利用一些傳聞吸引媒體的注意，使公眾一直關注球會。

## 影響
在巴克利的影響下，黑池及狼隊冒起，而列斯聯在1960年代及1970年代時的光輝歲月也不能忽視了巴克利的功勞。巴克利的管治概念並沒有被馬特·巴斯比、比爾·香克利、白賴仁·哥洛夫（Brian Clough）、費格遜完全採納，不過，這些對當時來說是創新的管治概念，現在都十分普遍。巴克利對財務的敏銳觸角可能是源自他在1920年代早期當旅行推銷員的時候得來的，他在1923年10月6日到黑池繼續其執教事業，巴克利的管治概念在這裡開始萌芽，巴克利被黑池開出的極高薪金上限及轉會費所吸引過來，巴克利在「海邊人」實施青訓系統及組織球探，還引入了球會著名的橘色球衣。這些動作亦為比爾·香克利（全紅的利物浦）、唐·李維（列斯聯的「皇馬」球衣）所跟隨。
雖然巴克利轉換了戰術，但他並沒有較前任主教練諾曼（Bill Norman）取得更大的成就。在1924/1925年賽季，巴克利出售了多名核心球員，如赫伯特·瓊斯（Herbert Jones）、哈利·貝德福特（Harry Bedford），一度引來球迷批評。

## 執教狼隊
1927年7月，巴克利到狼隊執教。斯坦·庫里斯（Stan Cullis）對他有這樣的評價：「我知道巴克利少校是其中一位頂級的主教練。他並不會做一些笨拙的事情，他管治球隊的方式與他對待球員的態度非常近似……如果球員不喜歡他那一套管治方針，那就要準備轉會了。他不喜歡後衛在他們的防守位置上做一些繁瑣的動作，巴克利少校也很善於處理壓力。」
巴克利在狼隊取得很大的成就，他們在1931/1932年贏得乙組聯賽冠軍，在1937/1938年打入升班附加賽，更在翌年拿下甲組聯賽冠軍及足總盃。另外，他在狼隊期間，單是轉會收益便多達十萬英磅，他還故意散播一些流言（煽動有關使用猴腺來提升狀態的流言），又以心理提升球員的信心，並將比利·胡禮（Billy Wright）引進職業足球行列。他離開球會後，青訓系統開始發揮作用，使狼隊在1950年代三度奪得甲級聯賽錦標及兩度奪得足總盃冠軍，是少數能夠抗衡巴斯比寶貝的隊伍。
1944年，巴克利離開狼隊後先後執教諾士郡及侯城，然後才執教列斯聯，1948年，巴克利發掘了約翰·查爾斯。巴克利敢於使用特別的方式：在訓練時利用廣播系統播放舞曲。在1954/1955年賽季，查爾斯的表現優越，但球隊的整體表現欠佳。

## 貢獻
巴克利是一個規律嚴謹的人，同時他也是一位多變的主教練。他所發掘的著名球員約翰·查爾斯曾說：「我們的暑假只有兩周，那些職員在放假的時候，我們的工作就是清理球場上的雜草及播上草種，我記得有一天，我與另一名場地職員基夫·納利正在做這些事，巴克利少校恰巧經過。當時我們覺得挺孤獨的，正在抱怨。巴克利說我們完成一桶的草種，便可以得到五先令的獎勵。這令人難以拒絕，我們播了六桶草種，當時我是一個厚顏無恥的傢伙，我走到少校的辦公室，想討得三十先令的獎勵，他即時吼道：『給我滾！你的薪金裡已經包括這些工作，別再讓我看到你拿著一桶桶的草種來見我！』」
「不要看他經常板著臉孔，他其實是一個好人。有一次當我遇到他的時候，他看著我那雙鞋，他問我那是否我唯一的一雙鞋，我點頭稱是。翌日早上，他喚我到辦公室，我給了我一雙愛爾蘭的厚底皮鞋，那是我看過最漂亮的一雙鞋，我一直用了很多年。」
1953年7月，巴克利轉投華素爾執教，1955年9月離任。
1964年12月，巴克利在華素爾逝世，終年82歲。

## 註解
1. ↑  EDP24：諾域治世紀 的存檔，存档日期2007-03-12.
2. ↑  .   [2006-05-06]. （原始内容存档于2006-03-14）.
3. ↑  .   [2008-03-07]. （原始内容存档于2018-12-26）.
4. ↑  .   [2008-03-07]. （原始内容存档于2007-07-26）.

## 外部連結
- 法蘭·巴克利的職業統計-足球基地 （页面存档备份，存于）
- 法蘭·巴克利的執教統計-足球基地 （页面存档备份，存于）